# マリア・ボネヴィー
マリア・ボネヴィー（Maria Bonnevie, 1973年9月26日 - ）は、スウェーデン・ヴェステロース出身の女優。

## 略歴
スウェーデンで生まれ、ノルウェーのオスロで育つ。両親共に俳優で、父親はスウェーデン人、母親はノルウェー人。

## 主な出演作品
- エルサレム Jerusalem (1996)
- 不眠症 Insomnia (1997)
- 13ウォーリアーズ The 13th Warrior (1999)
- アイ・アム・デビッド I Am David (2003) - デビッドの母 役
- 恋に落ちる確率 Reconstruction (2003) - アイメ・ホルム / シモーネ 役
- ヴェラの祈り Izgnanie (2007)
- 真夜中のゆりかご En chance til (2014)
- リンドグレーン Unga Astrid (2018) - ハンナ・エリクソン 役
- アナザーラウンドAnother Round (2020) - アニカ 役